# Italopodisma trapezoidalis
Italopodisma trapezoidalis is een rechtvleugelig insect uit de familie veldsprinkhanen (Acrididae). De wetenschappelijke naam van deze soort is voor het eerst geldig gepubliceerd in 1969 door La Greca.
1. ↑  (en) Italopodisma trapezoidalis op de IUCN Red List of Threatened Species.